# Cuthona pallida
Cuthona pallida is een slakkensoort uit de familie van de Cuthonidae. De wetenschappelijke naam van de soort is voor het eerst geldig gepubliceerd in 1906 door Eliot.